# Старе Келбонкі
Старе Келбонкі (пол. Stare Kiełbonki, нім. Alt Kelbonken) — село в Польщі, у гміні Пецки Мронґовського повіту Вармінсько-Мазурського воєводства.
Населення — 331 особа (2011).

## Демографія
Демографічна структура станом на 31 березня 2011 року:
|          | Загалом | Допрацездатний вік | Працездатний вік | Постпрацездатний вік |
| -------- | ------- | ------------------ | ---------------- | -------------------- |
| Чоловіки | 154     | 37                 | 110              | 7                    |
| Жінки    | 177     | 49                 | 100              | 28                   |
| Разом    | 331     | 86                 | 210              | 35                   |